# カルニオラ

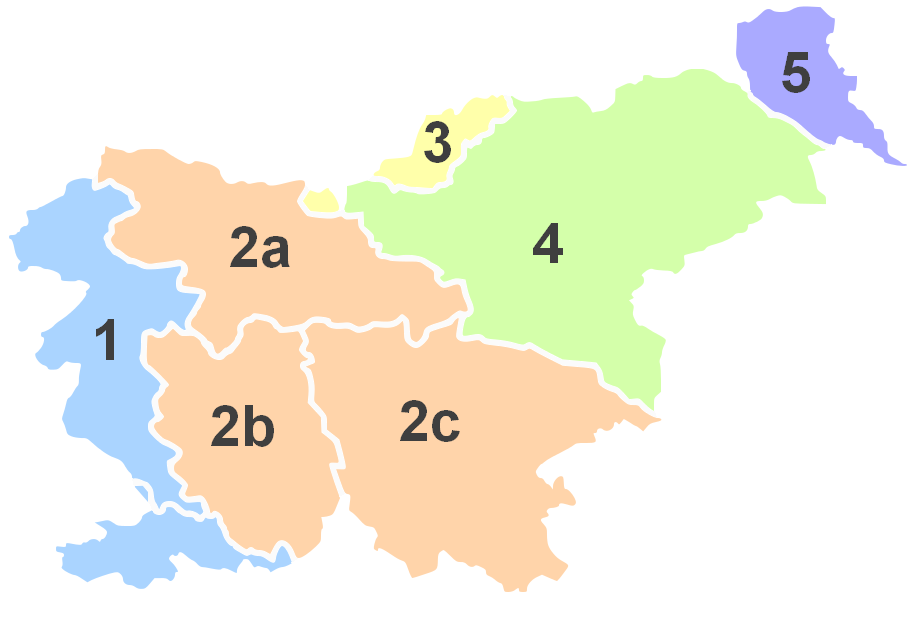
スロヴェニア全図。
2: カルニオラ

オーストリア゠ハンガリー帝国。
4: カルニオラ公国

カルニオラ（拉・伊: Carniola）は、スロベニア中央部地方の地名である。クライン (独: Krain)、クランスカ (スロベニア語: Kranjska)、クラニスカ (セルビア・クロアチア語: Крањска/Kranjska)。
中心都市はスロベニアの首都でもあるリュブリャナ。

## 歴史
歴史的には、ハプスブルク家の領地の一部だった。中世1364年から1806年まで、カルニオラ公国として神聖ローマ帝国の構成国家であり、その後1918年まではオーストリア゠ハンガリー帝国の皇帝直轄領であった。

## 現在
現在は
- 2a: ゴレンスカ地方（上カルニオラ）
- 2b: ノトランスカ地方（内カルニオラ）
- 2c: ドレンスカ地方（下カルニオラ）

の3つの地方に分けられるが、カルニオラ全体は行政単位としての意味は持たない。